# 高井田出入口
高井田出入口（たかいだでいりぐち）は、大阪府東大阪市にある阪神高速道路13号東大阪線の出入口。環状線方面のみの出入口のハーフICである。森之宮 - 長田間開通時には入口のみの供用であったが、出口についても1976年に追加設置された。

## 道路
- 阪神高速13号東大阪線

## 接続する道路
- 国道308号
  - なお、高井田出口を降りると国道の側道へ合流となり、合流した先の交差点「高井田本通6」は、側道からの右折が禁止されているため布施駅方面へ行くことができない。

## 周辺
- 地下鉄中央線高井田駅
- JRおおさか東線高井田中央駅
- 大阪商業大学
- 東大阪大学
- 布施

## 隣
阪神高速13号東大阪線
(13-01)法円坂出入口 - (13-02)森之宮出入口 - (13-03)高井田出入口 - (13-04)長田出入口/TB（TBは西行のみ） - (13-05)東大阪JCT/(13-06)東大阪荒本出入口